# Betrügerchen
Betrügerchen bezeichnet eine Art von Kleidungsstückchen, die zur Vortäuschung einer optischen Wirkung gestaltet sind. Betrügerchen können beispielsweise Bluseneinsätze sein, die – unter einer Strickjacke getragen – wie eine Bluse wirken, aber nur aus Kragen und Latz bestehen. Im Nachkriegsdeutschland wurden Kindern vorhandene Hemden der älteren Generationen auf den Leib geschneidert, wobei ein Stoffstück aus dem Rückenteil entnommen wurde, um etwa Bündchen an den Hemdsärmeln anzubringen. An die Stelle des herausgenommenen Rückenteils rückte ein beliebiger anderer Stoffrest, der umgangssprachlich Betrügerchen genannt wurde, weil er von vorne nicht zu sehen war.